# Kaiser-osztály
A Kaiser-osztályú csatahajók a Német Császári Haditengerészet (Kaiserliche Marine) számára az első világháború előtt épített dreadnought-mintájú csatahajók voltak. Ez volt a harmadik német csatahajóosztályt (a Nassau- és a Helgoland-osztály után). Ezek voltak az első olyan német csatahajók, melyeket gőzturbinákkal és lépcsőzetesen elhelyezett lövegtornyokkal láttak el. Öt egysége a Kaiser, a Friedrich der Große, a Kaiserin, a Prinzregent Luitpold és a König Albert voltak. A 30,5 cm-es fő tüzérségük űrmérete kisebb volt a velük egyidőben épült Orion-osztályú brit csatahajókénál, melyeket 343 mm-es ágyúkkal szereltek fel, ellenben tulajdonképpen minden más tekintetben felülmúlták őket és a lövedékeik is hatékonyabbak voltak.
Mind az öt egység az Északi-tengeren teljesített szolgálatot a háború nagy részében és a III. csatahajóraj (Geschwader III) VI. divízióját (Division VI) alkották. A König Albertet kivéve, melyen ekkor épp karbantartási munkálatokat végeztek, mind részt vettek a skagerraki csatában. A csatában részt vevő négy egység közül egyedül a Kaisert érte károsodás, melyet két nagy kaliberű lövedék okozott. A Kaiserek részt vettek a Balti-tengeren végrehajtott Albion hadműveletben is, az átszervezések után ekkor már a IV. csatahajórajt alkotva Wilhelm Souchon altengernagy vezetésével. A háború után mind az öt egységet internálták Scapa Flow-ban. 1919. június 21-én legénységük elsüllyesztette őket, hogy ne kerülhessenek a britek kezére. A hajókat később kiemelték, majd 1929 és 1937 között lebontották a skóciai Rosyth-ban.

## Tervezés
A Kaiser-osztály hajóit ugyanannak a haditengerészeti törvény keretében rendelték meg, mint a korábbi Helgoland-osztály egységeit. A törvényben a kapitális hadihajók szolgálati idejét 25-ről 20 évre csökkentették, melynek révén felgyorsították az újabb csatahajók építését és így a Siegfried-osztály és az Odin-osztály két partvédő páncélosát valamint a Brandenburg-osztály négy egységét kellett ennek nyomán lecserélni. Az öt Kaiser-osztályú csatahajóját konkrétan a Siegfried-osztály három egységének (Hildebrand, Heimdall, Hagen) valamint az Odin-osztály két egységének (Odin, Ägir) pótlására rendelték meg.

### Fő jellemzők
Az osztály hajóinak hosszúsága a vízvonal mentén 171,8 méter, teljes hosszúsága pedig 172,4 méter volt. Szélességük 29 méter, merülésük elől 9,1 méter, hátul 8,8 méter, vízkiszorításuk 27.000 tonna volt. A hajók dupla fenékkel rendelkeztek a hajótest hosszának 88%-ában és a hajótestet 17 vízzáró rekeszre osztották, melyek szélessége elérte a három métert és rendkívül hatékony torpedó elleni védelemnek számított. A hajók személyzetét 41 tiszt és 1043 főnyi legénység adta. A hajóraj zászlóshajóján ehhez még 14 tiszt és 80 főnyi legénység, a flotta zászlóshajójaként szolgálatot teljesítő egységen pedig további 2 tiszt és 23 főnyi legénység járult.
A Kaiser-osztály egységei kiváló hajóknak bizonyultak, de nehezen kormányozhatóak voltak. Erős hullámverésben kis mértékben veszítettek a sebességükből. A kormánylapátok mozgatására hamar reagáltak és eleinte gyorsan kanyarodtak, de erősebb forduló esetén nagy forgatónyomatéktól szenvedtek. Erősen meghúzott fordulónál akár 66%-os sebességveszteség is felléphetett és közben a hajó 8 fokkal is megdőlhetett. Metacentrikus középpontjuk 2,59 m magasan volt.

### Meghajtás
Az osztály egységei voltak az első német csatahajók, melyeket gőzturbinákkal hajtottak meg. Több gyártó különböző turbináit kipróbálták, miután a Birodalmi Tengerészeti Hivatal (Reichsmarineamt) és a német hajógyárak a monopolhelyzetben lévő Parsons-turbinák helyett kerestek alternatívát. A Hamburgban működő Turbina nevű Parsons leányvállalat felkínálta a Reichsmarineamtnak a Parsons tervezte turbinák licencét eladásra, de Tirpitz tengernagy visszautasította az ajánlatot. Ő és a hivatal több vezetője nyitva akarták hagyni a turbinák német gyártóktól való beszerzésének lehetőségét és nem akarták a német haditengerészetet a Parsons irányába elkötelezni. A Kaiser és a Kaiserint azonban még három-három Parsons-turbinával szerelték fel. A Friedrich der Große három turbináját már az AEG, a König Albertéit pedig a Schichau gyártotta. A turbinák három 3,75 méter átmérőjű, háromszárnyas hajócsavarokat forgattak meg. A tervezett végsebességük 21 csomó volt, de a próbajáratok során 23 csomós sebességet is meghaladták. A hajót két kormánylapáttal látták el.
A Prinzregent Luitpold két Parsons-turbinát kapott, melyek a két külső hajócsavart hajtották meg. A középső hajócsavart egy 12.000 lóerős, hathengeres, kétütemű Germania dieselmotorral tervezték meghajtani, de ez nem készült el időben, így a hajó csak két turbinát kapott. A próbajáratokon a Prinzregent Luitpold fél csomóval kisebb végsebességet ért el, mint a testvérhajói.
A gőzt 16 Schulz-Thornycroft kazán állította elő, leszámítva a Prinzregent Luitpoldot, mely csak 14 kazánnal rendelkezett. 1916 és 1917 során a kazánokat üreges rácsokkal látták el. A három hajócsavarral ellátott egységek szénkészlete 3600 tonna volt. Ezzel 12 csomós sebesség mellett 14.600 km volt a hatótávolságuk. A Prinzregent Luitpold csökkentett szénkészlete 3200 tonnát tett ki, de a tervek szerint 400 tonna olajt is szállított volna a dieselmotorokhoz. Csupán dieselmotorral meghajtva a Prinzregent Luitpold hatótávolsága 3700 km lett volna 12 csomós sebesség mellett.
Elektromos árammal négy dupla turbógenerátor és két dieselgenerátor látta el a hajókat. Összteljesítményük 1800 kW (225 V) volt.

### Fegyverzet

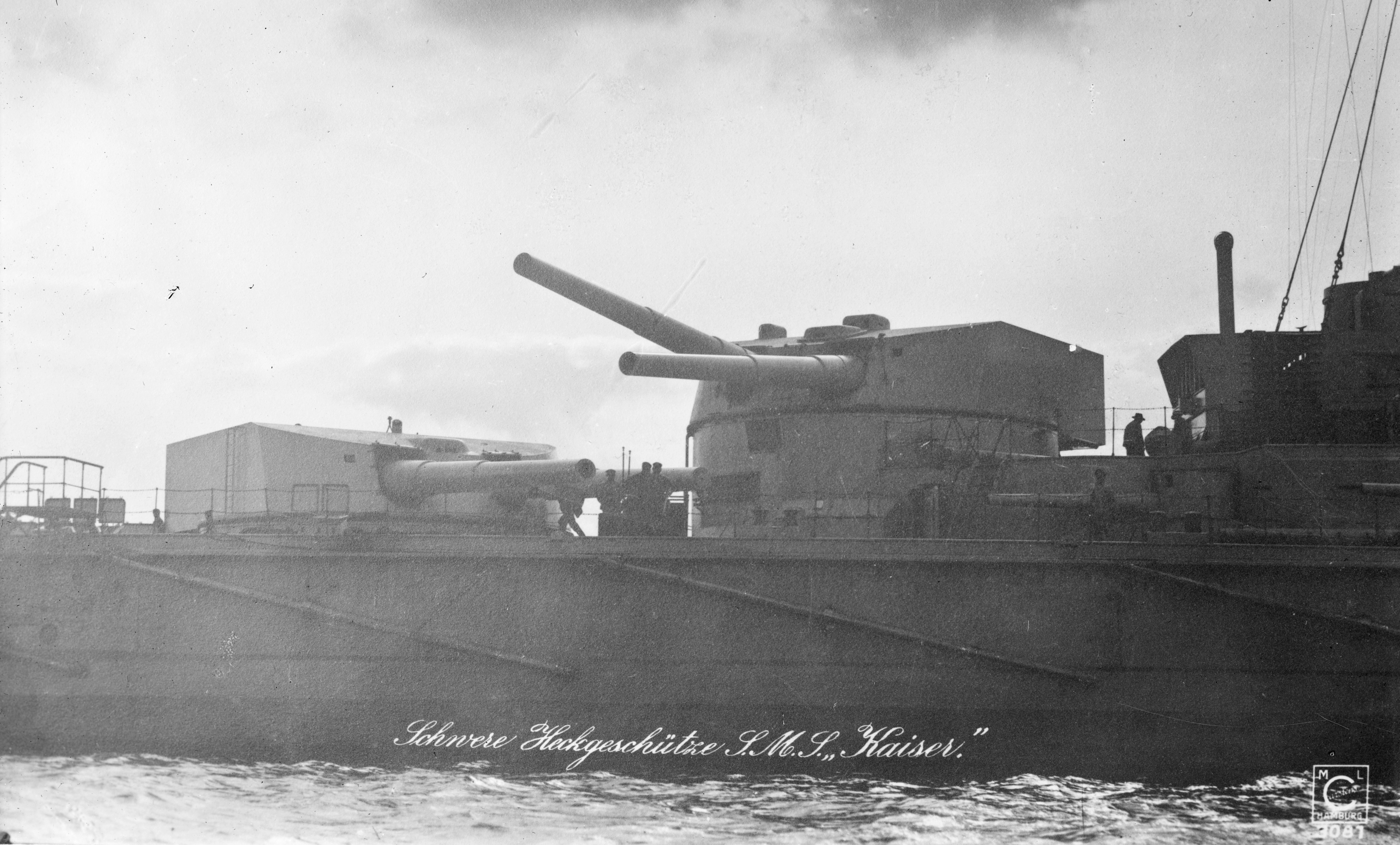
a Kaiser hátulsó lövegtornyai

A Kaiser-osztály hajóinak elsődleges fegyverzete 10 darab 30,5 cm-es, 50-es kaliberhosszúságú gyorstüzelő ágyúból állt (30,5 cm SK L/50), melyeket kettesével öt lövegtoronyban helyeztek el. Egy lövegtorony a haló elején volt elhelyezve, egy-egy a hajó középső részén átlósan, kettőt pedig az elülsőhöz hasonlóan a hajó középvonala mentén a hajó hátsó részén lépcsőzetes elrendezésben. Lőszerkészletüket összesen 860 lövedék tette ki, így minden lövegre 86 lövedék jutott. A 406 kg-os lövedékeket 854 m/s sebességgel lőtték ki. A lövegeket Drh LC/1909 jelzésű lövegtornyokban helyezték el, melyek nagymértékben hasonlítottak a korábbi LC/1908 típushoz, melyeket a Helgoland-osztálynál alkalmaztak. A lövegeket eredetileg -8 fokban lehetett süllyeszteni és +13,5 fokban emelni. Maximális emelkedés mellett a maximális lőtávolságuk 16.299 méter volt. A későbbi módosítások révén a süllyeszthetőség -5,5 fokra csökkent míg az emelhetőség +16 fokra nőtt, ami révén a lőtávolság is 20.400 méterre növekedett.
A hajó másodlagos fegyverzete 14 darab 15 cm űrméretű, 45-ös kaliberhosszúságú ágyúból állt (15 cm SK L/45), melyeket külön-külön kazamatákban helyeztek el a hajó két oldalán. Minden ágyúhoz 160 darab (összesen 2240), 45,3 kg-os lövedék tartozott. Ezeket 835 m/s torkolati sebességgel lőtték ki, és 13.500 méterre lévő célpontokat is el tudtak találni velük. Az 1915-ben végrehajtott módosításokkal a lőtávolságuk 16.800 méterre nőtt. A hajókat felszerelték 8 darab 8,8 cm-es űrméretű, 45-ös kaliberhosszúságú tengerészeti ágyúval is (8,8 cm SK L/45). Későbbi változtatások során négy darab hasonló paraméterű légvédelmi löveget is kapott, de ezek közül kettőt hamarosan leszereltek. A korszak kapitális hadihajóihoz hasonlóan a Kaisereket is öt víz alatti 50 cm-es torpedóvető csővel látták el. Egyet a hajó orrába, kettőt-kettőt a hajó oldalába telepítettek.

### Páncélzat

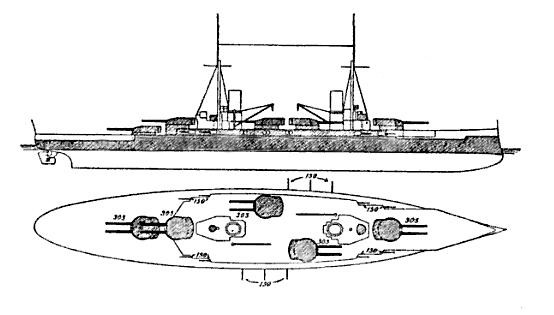
a hajó páncélozott részeit szürke színnel jelölő ábra

A kor német hadihajóihoz hasonlóan a Kaisereket is a Krupp által készített cementált páncélzattal látták el. A fedélzetet a létfontosságú részeken 10 cm vastag páncélzat védte, mely a kevésbé kritikus helyeken 6 cm-ig csökkent. A páncélöv a középső citadella magasságában 35 cm vastag volt és a hajó orra felé 18, a tatja felé 12 cm-ig vékonyodott. A páncélöv mögötti torpedóválaszfal 4 cm vastagságú volt. Az elülső parancsnoki torony oldalait védő páncéllemezek vastagsága 40 cm, a tetejéé 15 cm volt. A hátulsó parancsnoki torony védettsége jóval gyengébb volt: oldalt 20, felül 5 cm vastag páncélzat borította. A fő tüzérség lövegtornyainak páncélvastagsága oldalt 30 cm, felül 22 cm volt. A 15 cm-es ágyúk magasságában a páncélzat vastagsága 17 cm, a lövegek pajzsaié 8 cm volt.

## Építés
A névadó Kaiser gerincét a Kaiserliche Werft kieli gyárában fektették le 1909 decemberében 35-ös építési számmal és 1911. március 22-én bocsátották vízre. A Hochseeflotte állományába 1912. augusztus 1-én került. A Friedrich der Große gerincfektetésére 1910. január 26-án került sor az AG Vulcan hamburgi gyárában és 1911. június 10-én bocsátották vízre. Az 1912. október 15-ei átadását követően a Hochseeflotte zászlóhajójaként szolgált. A Kaiserin építésének álltak neki harmadikként a Howaldtswerke kieli gyárában 1910 novemberében. 1911. november 11-én bocsátottál vízre és 1913. május 14-én adták át. A König Albert gerincét a Schichau-Werke fektette le Danzigban 1910. július 17-én, 1912. április 27-én bocsátották vízre és a flottának 1913. július 31-én adták át. Az utolsóként elkészült Prinzregent Luitpold gerincének lefektetésére 1911 januárjában került sor a Germaniawerftnél Kielben. 1912. február 17-én bocsátották vízre és 1913. augusztus 19-én adták át.

### Az egységek
| Név                  | Építő                   | Névadó                            | Gerincfektetés | Vízrebocsátás      | Átadás              | Sorsa                                                      |
| -------------------- | ----------------------- | --------------------------------- | -------------- | ------------------ | ------------------- | ---------------------------------------------------------- |
| Kaiser               | Kaiserliche Werft, Kiel | II. Vilmos német császár          | 1909. október  | 1911. március 22.  | 1912. augusztus 1.  | Scapa Flow-ban személyzete elsüllyeszti (1919. június 21.) |
| Friedrich der Große  | AG Vulcan, Hamburg      | Nagy Frigyes                      | 1910 január    | 1911. június 10.   | 1912. október 15.   | Scapa Flow-ban személyzete elsüllyeszti (1919. június 21.) |
| Kaiserin             | Howaldtswerke, Kiel     | Auguszta Viktória német császárné | 1910. november | 1911. november 11. | 1913. május 14.     | Scapa Flow-ban személyzete elsüllyeszti (1919. június 21.) |
| Prinzregent Luitpold | Germaniawerft, Kiel     | Luitpold bajor királyi herceg     | 1910. október  | 1912. február 17.  | 1913. augusztus 19. | Scapa Flow-ban személyzete elsüllyeszti (1919. június 21.) |
| König Albert         | Schichau-Werke, Danzig  | I. Albert szász király            | 1910. július   | 1912. április 27.  | 1913. július 31.    | Scapa Flow-ban személyzete elsüllyeszti (1919. június 21.) |

## Szolgálat

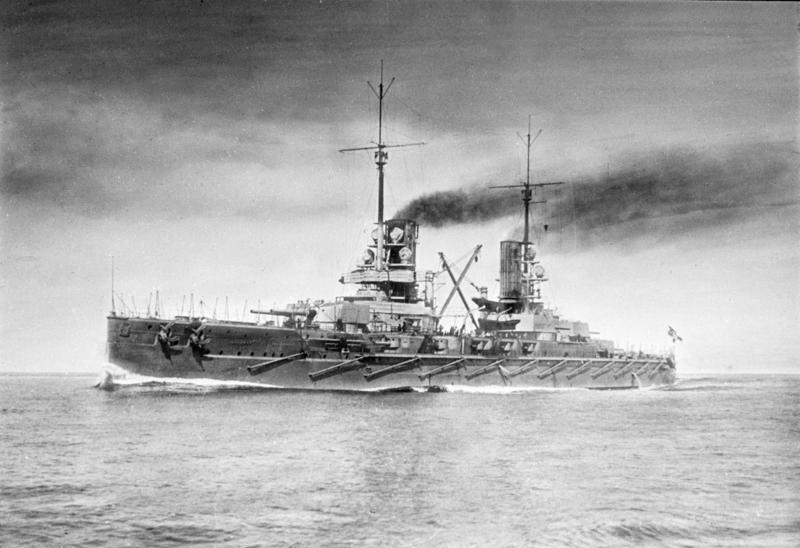
háború előtti illusztráció a Prinzregent Luitpoldról

### A háború előtt
1913-14-ben az osztály két egysége, a Kaiser és a König Albert vett részt egy Dél-Amerikát és Dél-Afrikát érintő úton, melynek célja Németország erejének demonstrálása valamint az új turbinák megbízhatóságának tesztelése volt nagy távolságokon. Mind a két hajó visszatért Németországba még a háború kitörése előtt.

### Első világháború

#### Scarborough-i rajtaütés
Az első nagyobb hadművelet melyben az osztály egységei részt vettek az 1914. december 15-16-án a kelet-angol partokat ért támadások voltak. A kiszemelt célpontok (partvédelmi ütegek, rádióállomások, gyárak, kikötők, vasútállomások) bombázását az I. felderítőcsoport (Aufklärungsgruppe I) csatacirkálói hajtották végre. Friedrich von Ingenohl tengernagy a Hochseeflotte zömével az Északi-tenger középső részén vett fel pozíciót nagyjából 130 mérföldre (210 km) Scarborough-tól. A Kaiser-osztályú csatahajók a Nassau-, Helgoland- és König-osztállyal együtt innen biztosították Hipper erőit.
A Brit Királyi Haditengerészet (Royal Navy) értesült a küszöbön álló német hadműveletről, de annak pontos célpontjait nem ismerték. A brit admiralitás David Beatty altengernagy 1. csatacirkálóraját (1st Battle Cruiser Squadron) és a 2. csatahajóraj (2nd Battle Squadron) hat csatahajóját rendelte ki számos könnyűcirkáló és romboló kíséretében Hipper elfogására.
Beatty a hajóival egyenesen a Hochseeflotte zöme felé tartott, mikor a kísérő rombolói összetalálkoztak a V 155 német rombolóval 07:20-kor (06:20 GMT). A britek üldözőbe vették a német rombolót, de az reménytelennek tűnő helyzete ellenére több brit rombolót is súlyosan megrongált és sikeresen el tudott szakadni tőlük. A következő két óra során zavaros összecsapás alakult ki a brit rombolók és a német könnyűcirkálók és rombolók között, sokszor egészen kis távolságból. Az első összecsapás idején a Kaiser-osztály egységei kevesebb mint 10 mérföldre (16 km), jócskán lőtávon belül voltak a hat brit dreadnoughttól, de a sötétség miatt egyik fél sem volt tisztában az ellenséges erők méretével. Ingenohl tengernagy a császár azon utasítására hivatkozva, miszerint kerülnie kell az összetűzést a brit főerőkkel, 10 perccel az ellenséges egységek észlelése után bal oldali fordulót rendelt el. A folyamatos összecsapások késleltették a manőver végrehajtását, de 07:42-re sikerült azt kivitelezni. Körülbelül 40 percig a két kötelék egymással párhuzamosan haladt, majd 08:20-kor Ingenohl tovább kanyarodott balra, ami révén a flottája a hazavezető irányra állt.

#### Yarmouthi rajtaütés
A Kaiser-osztály hajói 1916. április 24-én ismét Hipper csatacirkálóit biztosították egy Anglia partjait célba vevő támadás alkalmával. A csatacirkálók 10:55-kor, a csatahajórajok 13:40-kor hagyták el a Jade torkolatát. A Seydlitz útközben aknára futott és ezért vissza kellett fordulnia. A többi csatacirkáló Lowestoftot zavartalanul bombázhatta, de Yarmouth megközelítése közben összefutottak a Harwich felől érkező cirkálókkal. Rövid tűzharc után a Harwich Force egységei visszavonultak. Ellenséges tengeralattjárók térségben való észlelése után a felderítőcsoport egységei elhagyták a veszélyeztetett területet. Reinhard Scheert ugyanekkor értesítették a Grand Fleet Scapa Flow-ból való kifutásáról, aki elrendelte a német vizekre való visszavonulást.

#### Skagerraki csata
Az osztály négy egysége részt vett a skagerraki csatához vezető 1916. május 31-ei hadműveletben, melynek célja a korábbiakhoz hasonlóan a Grand Fleet egy kisebb részének harcra bírása és megsemmisítése volt. A Kaiser, a Kaiserin, a Prinzregent Luitpold, és a flotta zászlóshajójaként szolgáló Friedrich der Große a III. csatahajóraj VI. divízióját képezte és a hajóraj V. divízióját alkotó és a flotta élén hajózó König-osztály mögött haladt. A Kaiser-osztály mögött az I. csatahajóraj Helgoland-osztályú ill. Nassau-osztályú hajói következtek. A csatavonal végén a II. csatahajóraj régi csatahajói (pre-dreadnoughtjai) haladtak.
Röviddel 16:00 (KEI) óra előtt a kísérő erők rövid összetűzése után az I. felderítőcsoport csatacirkálói összetalálkoztak Beatty 1. csatacirkálórajával és a velük tartó 5. csatahajóraj négy gyors csatahajójával. Az összecsapásban röviddel 17:00 után a Indefatigable csatacirkáló a levegőbe repült, majd egy fél órával később a Queen Mary is. A német csatacirkálók ekkor már déli irányba tartottak, hogy az innen közeledő főerők elé csalják a tőlük nyugatra és velük párhuzamosan haladó brit köteléket. 17:45-kor Scheer egy két pontos (22,5 fokos) baloldali irányváltást rendelt el, hogy így közelebb kerülhessen a brit csatacirkálókhoz. Hamarosan kiadták a tűzparancsot, de a Kaiserek a Prinzregent Luitpoldot leszámítva ekkor még nem voltak lőtávon belül. A Prinzregent Luitpold nyolc sortüzet adott le 20.400-19.500 méter távolságból, még mielőtt a brit csatacirkálók távolodni kezdtek volna. Időközben a Kaiser és a Friedrich der Große valamint a II. csatahajóraj egységeinek lőtávolságán belülre került a brit 2. könnyűcirkálóraj (2nd Light Cruiser Squadron). A tíz csatahajó össztüze azonban lehetetlenné tette a becsapódások pontos megfigyelését és ezért néhány sortűz leadása után jórészt beszüntették a tüzelést.

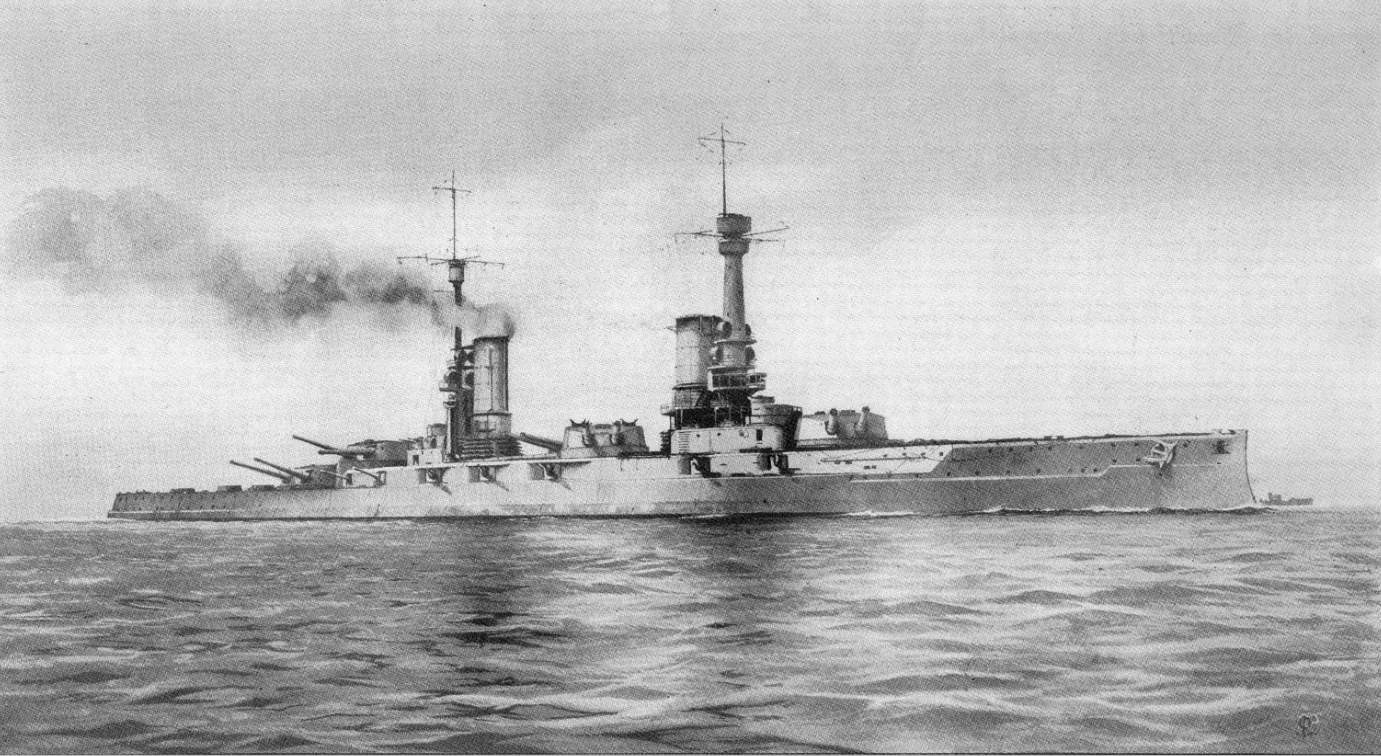
a Kaiser jobbra fordított lövegtornyokkal

A korábban már mozgásképtelenné lőtt Wiesbaden könnyűcirkáló a brit könnyű egységek tüzébe került és Scheer a flottájával úgy manőverezett, hogy fedezhesse annak vontába vételét. 19:05-kor a Defence és a Warrior páncélos cirkálók tűz alá vették a Wiesbadent. 19:15-kor azonban Hipper csatacirkálói és a III. csatahajóraj tűnt fel a helyszínen és nem egész 8000 yardról tűz alá vették a brit cirkálókat. A Defence lőszerraktára a levegőbe repült. A Warrior súlyosan megsérülve és lángokban állva sikeresen vissza tudott vonulni észak felé a Queen Elizabeth-osztály egységei irányába.
Míg a Warrior a saját füstje takarásában északi irányba vonult vissza, a Warspite csatahajó túl közel került a Valianthoz és az ütközés elkerülése végett jobbra kellett kanyarodnia. Ebben a pillanatban a Kaiser egyik lövedéke eltalálta a brit csatahajót időlegesen megbénítva annak kormányművét, aminek következtében az egy ideig csak nagy ívű köröket róva tudott haladni. A Friedrich der Große, a König, két Nassau-osztályú és három Helgoland-osztályú csatahajó 20 percen át tűz alatt tartotta a Warspite-ot és 13 találatot ért el rajta, mielőtt szem elől veszítették. A Warspite ezt követően kivált a brit kötelékből és önerőből vissza tudott térni Rosyth-ba. Eltűnése miatt a németek úgy gondolták, hogy sikerült elsüllyeszteniük. Az éjszakai összecsapás során a Friedrich der Große részt vett a tévedésből a német csatavonalhoz csatlakozni akaró Black Prince páncélos cirkáló elsüllyesztésében.
A Jadéhoz való visszatérésükkor három Nassau-osztályú és két Helgoland-osztályú csatahajó a külső révnél, míg a jórészt sértetlen Kaiser, a Kaiserin és a Prinzregent Luitpold a wilhelmshaveni zsilipek előtt vett fel védelmi pozíciót egy esetleges brit támadás elhárítására. Ez idő alatt a többi még harcképes kapitális hadihajó feltöltötte üzemanyag és lőszerkészletét.
A csata ideje alatt a Kaiser 224 és 41, a Kaiserin 160 ill. 135, a Prinzregent Luitpold 169 ill. 106, a Friedrich der Große 72 ill. 151 lövedéket lőtt ki fő illetve másodlagos tüzérségével. A Kaisert két nehéz lövedék találta el és egy ember megsérült. Az osztály többi hajója sértetlen maradt.

#### Albion hadművelet

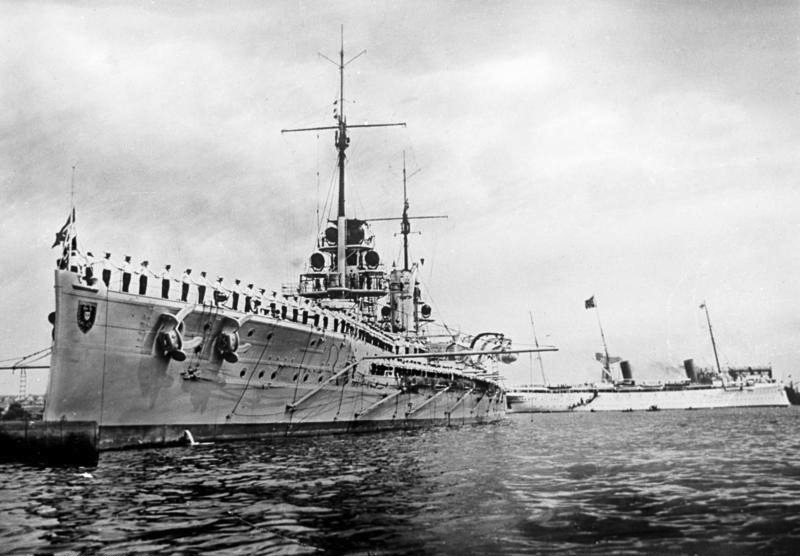
a Kaiser a Kieler Woche ünnepségek alkalmával 1913-ban a Hohenzollern császári jachttal a háttérben

Riga bevételét követően 1917 szeptember elején a német hadvezetés haditervet dolgozott ki a Rigai-öbölben állomásozó orosz haditengerészeti erők felszámolására. Az Admiralstab (a haditengerészet főparancsnoksága) a Moonsund-szigetek ellen tervezett támadást, különös tekintettel az Ösel sziget Sworbe-félszigetén lévő tüzérségi ütegekre.
Szeptember 18-án adták ki a parancsot egy kombinált tengeri-szárazföldi hadművelet végrehajtására az Ösel és Moon szigetek elfoglalására. A hadműveletre kijelölt erők között voltak a III. csatahajóraj egységei, a kötelék zászlóshajója pedig a Moltke csatacirkáló volt. A csatahajóraj V. divíziójához a négy König mellett a Bayern tartozott, a VI. divíziónál pedig mind az öt Kaiser jelen volt. Kilenc könnyűcirkáló, három rombolóflottilla és több tucat aknaszedő hajóval együtt az inváziós flotta mintegy 300 hajóból állt. A levegőből 100 repülőgép és hat léghajó támogatta őket. A támadó szárazföldi csapatok 24.600 fővel rendelkeztek. Velük szemben az oroszok a Szlava és Cezarevics régi csatahajókat (pre-dreadnoughtokat) és a Bajan, Admiral Makarov és Diana páncélos cirkálókat, 26 rombolót, számos torpedónaszádot és ágyúnaszádot, valamint a szigeteken állomásozó kb. 14.000 fős helyőrséget tudták felvonultatni.
A hadművelet október 12-én indult meg, mikor a Kaiser-osztály egységei tüzet nyitottak a Sworbe-félszigeten lévő orosz ütegekre. Ezzel egy időben a Moltke, a Bayern és a Königek a Tagga-öböl partvédelmi ütegeit vették tűz alá. A Moon-szorosnál lévő Kassar Wickben tapasztalható erős orosz ellenállás lassította a német előrenyomulást. Október 14-én a Kaisert a támogató kötelékből leválasztva a német aknamentesítő hajókat akadályozó orosz rombolók leküzdésére irányították. A Kaiserek 30,5 cm-es lövedékeinek fedezésében a német rombolók behatoltak a szorosba. A kialakuló összecsapásban a Grom orosz romboló mozgásképtelenné vált, majd elsüllyedt.
A Zerelnél lévő 30,5 cm-es orosz ütegek továbbra is jelentős problémát okoztak, így miközben a Kaiser az orosz rombolókat támadta, a Kaiserin, a König Albert és a Friedrich der Große Zerelt tartotta tűz alatt 12 és 20 km közötti távolságból. Az orosz elhárító tűz pontos volt, ezért a német csatahajóknak folyamatosan kellett manőverezniük, hogy elkerüljék a találatokat. A támadás mindössze egy órán át tartott, mivel óvakodtak az aknáktól és az ellenséges tengeralattjáróktól. Másnap reggel a két König-osztályú csatahajót küldtek a Moon-szorosba az ott állomásozó orosz hajók megsemmisítésére. A König elsüllyesztette a Szlavát, míg a Kronprinz a többi hajót kényszerítette visszavonulásra. Október 20-ra a tengeri hadműveletek véget értek. Az orosz hadihajókat megsemmisítették vagy az öböl elhagyására kényszerítették.

## A háború után

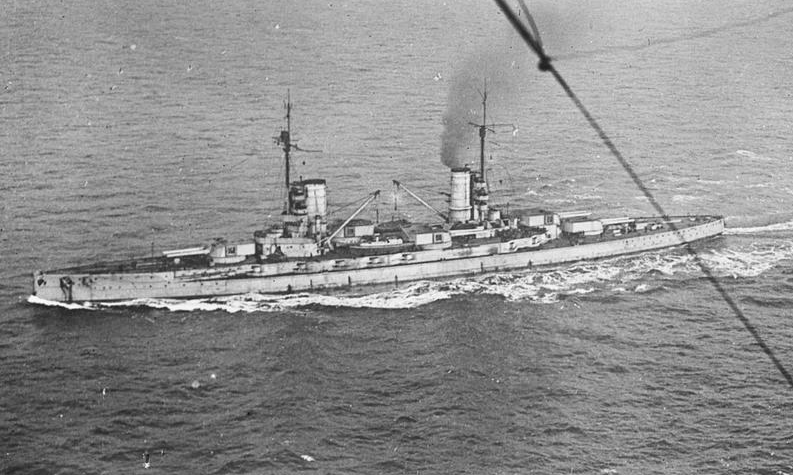
a Kaiser-osztály egyik csatahajója útban Scapa Flow felé (1918. november 21.)

A háború után 1918 novemberében a Hochseeflotte nagy része Ludwig von Reuter ellentengernagy vezetésével Scapa Flow-ba, a kijelölt internálási helyére hajózott. Reuter számára nyilvánvaló volt, hogy a britek június 21-én (a békediktátum aláírásának megszabott határidő lejártával) el fogják kobozni a hajóit. Mivel nem volt tudomása arról, hogy a határidőt 23-ára kitolták, Reuter június 21-én 10:00-kor kiadta a parancsot a hajók elsüllyesztésére, miután a brit hajók hadgyakorlatozás céljából kihajóztak a támaszpontról.
Az osztályhoz tartozó Friedrich der Große csatahajót süllyesztették el elsőként. A flotta egykori zászlóshajója 12:16-kor merült a hullámok alá. 1937. április 29-én kiemelték és lebontották. A hajó harangját 1965-ben visszaszolgáltatták Németországnak és ma a flotta glücksburgi főhadiszállásán található. A König Albert 12:54-kor süllyedt el és 1935. július 31-én emelték ki és a következő év során bontották le. A Kaiser 13:25-kor süllyedt el és 1929. március 20-án emelték ki és 1930 folyamán bontották le. A Prinzregent Luitpold 13:30-kor süllyedt el. 1931. július 9-én emelték ki és bontották le. A Kaiserin merült a hullámok alá utolsóként 14:00-kor. Kiemelésére 1936. május 14-én került sor és még ebben az évben lebontották le testvérhajóihoz hasonlóan Rosyth-ban.

## Fordítás
- Ez a szócikk részben vagy egészben  a   Kaiser-class battleship című angol Wikipédia-szócikk ezen változatának fordításán alapul.  Az eredeti cikk szerkesztőit annak laptörténete sorolja fel. Ez a jelzés csupán a megfogalmazás eredetét és a szerzői jogokat jelzi, nem szolgál a cikkben szereplő információk forrásmegjelöléseként.

### Internetes források
- Staff Correspondent. „Germany Hails Fleet As Victor” (PDF), The New York Times , 1916. június 3., 1. oldal (Hozzáférés: 2009. május 15.)